# Shafrir
A Shafrir 1 és Shafrir 2 kis hatótávolságú, infravörös önirányítású légiharc-rakéták, melyeket Izraelben fejlesztettek ki az 1960-as években. A Shafrir 1 rakéta tervezését 1959-ben kezdték, és kis számban állították rendszerbe az Izraeli Légierő Mirage III-as vadászbombázó repülőgépein. A rakéta nem váltotta be a hozzá fűzött reményeket, ezért továbbfejlesztésével létrehozták a Shafrir 2 rakétát. Ez már megfelelt a légierő elvárásainak, ezért nagy mennyiségben rendszeresítették, és a jom kippuri háborúban tömegesen vetették be, 176 rakétaindításból 89 ellenséges repülőgép lelövését elérve (ez jobb, 50,7%-os találati arányt jelentett, mint a szintén bevetett amerikai AIM–9D és G rakétákkal elért arány). A rakéta továbbfejlesztésével hozták létre a Python 3 légiharc-rakétát.

## Külső hivatkozások
- Shafrir 1 – Az Israeli-Weapons.com cikke
- Shafrir 2 – Az Israeli-Weapons.com cikke